# Polenecia producta
Polenecia producta là một loài nhện trong họ Uloboridae. Chúng được Eugène Simon miêu tả năm 1873.